# Juan Gutiérrez (mediador)
Juan Gutiérrez (Santander, 1932) es un filósofo y mediador español creador del proyecto Hebras de Paz Viva. Director del proyecto Gernika Gogoratuz, tuvo una participación importante en la negociación del Gobierno de Felipe González con la organización terrorista ETA.    

## Trayectoria

### Juventud en Alemania
Juan Gutiérrez nació en Santander en el seno de una familia acomodada y se doctoró en Ingeniería de Caminos. Huyendo del régimen de Franco, se marchó a Alemania donde estudió Filosofía en Hamburgo donde obtuvo otro doctorado, a la vez que trabajaba en distintos empleos, entre ellos el de obrero-asistente en un astillero durante ocho años.
Siendo estudiante participó en los movimientos en contra de la Guerra de Vietnam, movimientos que preconfiguraron, en cierta forma, el Mayo del 68 francés. Después de aquello vivió en una personal contradicción militando por un lado en el partido maoísta español Organización Revolucionaria de Trabajadores (ORT) y por otra en la sensibilidad pacifista que había desarrollado en la militancia dentro del 68 alemán.
En Alemania y durante un seminario sobre Karl Marx conoce a su esposa Frauke Schulz Utermöhl. Tras la muerte del dictador, ambos regresaron a España, y en Madrid dirigió un centro de ecología, encuadrado dentro de los movimientos sociales y directamente relacionado con el tema de la paz. En 1983 se trasladan a San Sebastián porque era más fácil para él conseguir un puesto de ingeniero de caminos, y para ella un puesto de profesora de alemán. Además influyó la buena comunicación de esta ciudad con Europa a través del tren.

### Mediación en el conflicto vasco
A mediados de la década de los ochenta, empezó a pensar en Guernica como un símbolo potente para la paz. Presentó, entonces, un proyecto para un centro en esa localidad que iba a recordar el bombardeo. Le dio la oportunidad para ello el entonces portavoz del Gobierno Vasco y consejero de cultura, Joseba Arregui, El proyecto, que dependía de las instituciones vascas, pero era independiente en la toma de decisiones, se enfocó como abierto al futuro en un horizonte de paz y convivencia, de ahí el nombre, Gernika Gogoratuz, que significa 'recordar Guernica' pero con el sentido de superación (aufheben) que le daba Hegel.
Fue desde ese centro, orientado hacia la paz, desde el que inició en la investigación de conflictos y mediación, visitando distintos centros especializados en universidades de Gran Bretaña, Canadá y Washington. Pese a que consideró que España no estaba aún preparada para un proceso de mediación en la lucha antiterrorista, invitó a esos investigadores extranjeros a visitar el Gernika Gogoratuz, siendo apoyado en la iniciativa por Rafael Vera, entonces al mando de la lucha antiterrorista.
En 1991 consiguió reunir en Washington a representantes de todos los partidos vascos, algo que ha sido el único en conseguir.
En esa época es cuando se infiltró en su vida el espía del Cesid Roberte Flórez haciéndose pasar por periodista interesado en conflictos. Este personaje desparece misteriosamente en 1997 al destapar la revista Tiempo que la agencia para la que trabaja es una tapadera. Roberto Flórez fue juzgado y condenado más tarde por traición, pero Gutiérrez siempre ha defendido que en su relación con el conflicto vasco llegó a convencerse de que un acuerdo mediado era posible.

### Hebras de Paz Viva
Resuelto el conflicto vasco, Gutiérrez quiso aplicar la experiencia y conocimientos adquiridos en Gernika Gogortuz con una serie de proyectos en torno a una idea que denomina «semillas de reconciliación» con la creación en Medialab-Prado (Madrid) del grupo de trabajo Memoria y Procomún, Se trata de recoger de distintas publicaciones o de testimonios ad hoc, las llamadas hebras de paz, sucesos de paz dentro de los conflictos bélicos. Además de relatos biográficos recogidos en Alemania, Croacia, Guatemala, Serbia, Colombia y España, ha contado con la colaboración de alumnos y profesores de distintos institutos de la Comunidad de Madrid y del País Vasco, llegando a reunir 300 de estos relatos.
En 2014 el proyecto se transformó en la Asociación Hebras de Paz con el fin de consolidar este proyecto.   
En el Proyecto Hebras de Paz participan varias instituciones alemanas, griegas, italianas, europeas de primer nivel en el terreno de la memoria y en la educación por la paz y convivencia como GARIWO (Milán), GARIWO (Sarajevo), EURED (Klagenfurt), IG13Februar 1945 (Dresde), Dialog der Generationen (Berlín), Poiein kai Prattein (Atenas), Convives (Madrid), Universidad de Wroclaw (Polonia), MateraHub (Matera, Italia), Centro Sereno Regis (Turín), Teatro del Barrio (Madrid).
En 2015 Gutiérrez fue invitado por la alcaldía de Bogotá a presentar el Proyecto Hebras en el marco de la Cumbre Mundial de Arte y Cultura para la paz de Colombia y a Antioquia, donde volvió a presentarlo en el Campus de Oriente de la Universidad de Antioquia y en el Museo Casa de la Memoria en Medellín. 
Es miembro y asesor de la Asociación 11-M Afectados por Terrorismo y de la Red Mundial de Afectados por Violencia Política. 

## Reconocimientos
En 2018, su hija, Ana Schulz, en colaboración con Cristóbal Fernández realizó el documental de larga duración, Mudar la piel, en el que profundiza en la relación entre Gutiérrez y Roberto Flórez. Estuvo nominada a varios premios Goya en 2019.

## Publicaciones
2023. La Paz Viva: Rutas y derroteros (1985-2022).